# Catherine Garmany
Catharine “Katy” D. Garmany (6 de marzo de 1946) es una astrónoma en el Observatorio Astronómico Óptico Nacional. Tiene una licenciatura en astrofísica (Universidad de Indiana, 1966), es licenciada en astrofísica (1968) y posee un doctorado en astronomía por la Universidad de Virginia (1971). Las principales áreas de investigación de Catharine son la formación y evolución de estrellas masivas y la educación en astronomía.
Garmany participó como miembro de la junta de la Sociedad Astronómica del Pacífico desde 1998 hasta 2001, y luego como vicepresidenta desde 2001 hasta 2003. Es principalmente reconocida por su trabajo en la formación de estrellas. En 1976 Garmany recibió el Premio Annie Jump Cannon en astronomía por parte de la American Astronomical Society. Desde 1976 hasta 1984, Garmany fue investigadora asociada en el Joint Insititue for Laboratory Astrophysics (JILA). Desde 1981, la doctora Garmany ha sido profesora en el departamento de Ciencias Atmosféricas, Planetarias y Astrofísicas en la Universidad de Colorado. La doctora Garmany es expresidenta del JILA y tiene experiencia en la enseñanza a estudiantes de todos los niveles y a audiencias de público general, gracias a su trabajo en las universidades de Virginia y Colorado, en el Observatorio Sommers-Bausch y el Planetario Fiske en el campus de Colorado. Garmany también forma parte de la Unión Astronómica Internacional, la American Astronomical Society, la Sociedad Astronómica del Pacífico y la International Planetarium Society.

## Investigación
La disertación de Garmany se construyó a lo largo de tres años de investigación sobre la asociación OB III Cefeo en el Observatorio Nacional Kitt Peak en Arizona. La doctora Garmany y su equipo de investigación estudian las estrellas tipo O y tipo B, las estrellas más grandes y calientes de la galaxia. Estas estrellas forman asociaciones tipo OB, que desafían los límites gravitacionales habituales. La doctora Garmany dijo: “Una asociación OB es la cosa más parecida a nada que es algo”. El significado de esta investigación se asocia con el potencial de las estrellas para producir elementos pesados al explotar. Garmany dice que sin estrellas OB “no existirían planetas como la Tierra”.

## Historia profesional
Desde 1971 hasta 1973, Garmany trabajó como investigadora asociada para el departamento que le otorgó el doctorado, el departamento de Astronomía de la Universidad de Virginia. Garmany también dio clase durante 3 semestres en el Sweet Briar College en Virginia. En 1975, Garmany se mudó a Colorado cuando obtuvo un puesto como asociada investigando con el JILA y enseñando astronomía general de pregrado y posgrado en la Universidad de Colorado.
Garmany fue seleccionada como becaria en el Centro de Astrofísica y Astronomía Espacial (CASA) en la Universidad de Colorado en 1985. Luego, a partir de 1990, Garmany se unió como becaria de JILA de la Universidad de Colorado, mientras mantenía su relación con el CASA.
También fue directora del Observatorio Sommers-Bausch y del Planetario Fiske, y profesora de investigación en la Universidad de Colorado. Como directora del observatorio y planetario, Garmany se encargó de supervisar a los estudiantes graduados y mantener la misión de la instalación: apoyar la instrucción, proporcionar educación pública a través de espectáculos y exhibiciones, y llegar a grupos de escuelas públicas. Garmany compartió en este momento que su verdadera creencia era "Transmitir la magia a otras personas, es decir, el verdadero placer de descubrir algo, no necesariamente por primera vez, sino por primera vez por sí mismos. Debe ser compartido”.
De 2000 a 2003, la doctora Garmany enseñó como profesora asociada en la Universidad de Columbia y como directora del Programa de Astronomía con Biosphere 2, un centro de investigación científica ubicada en Oracle, Arizona. Algunos de los cursos de Garmany en Columbia incluyeron astrofísica galáctica y extragaláctica, astronomía observacional y astrobiología.
Desde 2004, Garmany ha trabajado como Especialista Superior en Educación Científica en la Oficina de Educación y Alcance Público del Observatorio Nacional de Astronomía Óptica.

## Historia personal
Siendo joven, Garmany mostró interés en la astronomía desde quinto curso, cuando vivía con su familia en el área metropolitana de Nueva York. Según Garmany, su padre, un editor de copias, trajo a casa lecturas para Catharine y las historias que despertaron su mayor interés fueron las obras de Franklyn M. Branley, un galardonado autor infantil que escribió sobre astronomía. Garmany también disfrutó de las visitas locales al Planetario Hayden en la ciudad de Nueva York con su madre. Garmany fue aceptada y asistió a la Bronx High School of Science. Allí, Catharine conoció a amigos de toda la vida que también cursarían doctorados en química y biología.
En 1970 Garmany se casó con George P. Garmany Jr., los dos ahora están divorciados. Garmany tiene dos hijos, Rick, nacido en 1974, y Jeff, 1980.

## Garmany y el Premio Annie J. Cannon
Garmany recibió el Premio Annie Jump Cannon en astronomía en 1976 por su condición de "promesa en su campo", según la Asociación Americana de Mujeres Universitarias. Después de recibir este premio, se le ofreció un puesto de asociado para el trabajo postdoctoral en la Universidad de Colorado con el Instituto Conjunto de Astrofísica de Laboratorio, del que más tarde se convertiría en presidenta. Garmany valoró el impacto del premio y para sí misma y para las futuras candidatas, diciendo: "Las mujeres jóvenes que se inician en la ciencia comienzan con baja autoestima. Y las que dejan la ciencia sienten que no les está yendo lo suficientemente bien, cuando, de hecho, lo están haciendo tan bien como los hombres”.